# Témiscamingue (ancienne circonscription fédérale)
Pour les articles homonymes, voir Témiscamingue (homonymie).
Témiscamingue (aussi connue sous le nom de Rouyn-Noranda—Témiscamingue) est une ancienne circonscription électorale fédérale canadienne située dans la région de l'Abitibi-Témiscamingue au Québec. Elle est représentée à la Chambre des communes de 1968 à 2004.

## Histoire
La circonscription est créée en 1966 à partir de Pontiac—Témiscamingue et Villeneuve. Renommée Rouyn-Noranda—Témiscamingue en 1996, elle reprend son nom initial en 1997. La circonscription est abolie en 2003 et fusionnée à la nouvelle circonscription d'Abitibi—Témiscamingue.

## Géographie
En 1996, la circonscription de Rouyn-Noranda—Témiscamingue comprend :
- Les villes de Belleterre, Cadillac, Duparquet, La Sarre, Macamic, Rouyn-Noranda, Témiscaming et Ville-Marie ;
- La municipalité régionale de comté (MRC) d'Abitibi-Ouest ;
- La municipalité régionale de comté (MRC) de Témiscaming, incluant les réserves de Timiscaming, Eagle Village, Kipawa, Hunter's Point et Winneway.

## Députés
1. 1968-1976 — Réal Caouette, CS
2. 1976¹-1979 — Gilles Caouette, CS
3. 1979-1984 — Henri Tousignant, PLC
4. 1984-1993 — Gabriel Desjardins, PC
5. 1993-2003 — Pierre Brien, BQ
6. 2003¹-2004 — Gilbert Barrette, PLC

- ¹   = Élections partielles
- BQ  = Bloc québécois
- CS  = Crédit social
- PC  = Parti progressiste-conservateur
- PLC = Parti libéral du Canada